# 家有芳鄰
《家有芳鄰》（英語：Neighbours）是一套澳洲電視肥皂劇，於1985年3月18日在澳洲七號電視網播放。播放初期，本劇因為於悉尼地區的收視低迷而被七號電視網腰斬。本劇其後被十號電視網購入並且播出至今。
《家有芳鄰》與《聚散離合》播放多年後已經被視為澳洲電視劇中的經典。本劇也曾經在世界多個國家的電視台播放。

## 背景設定

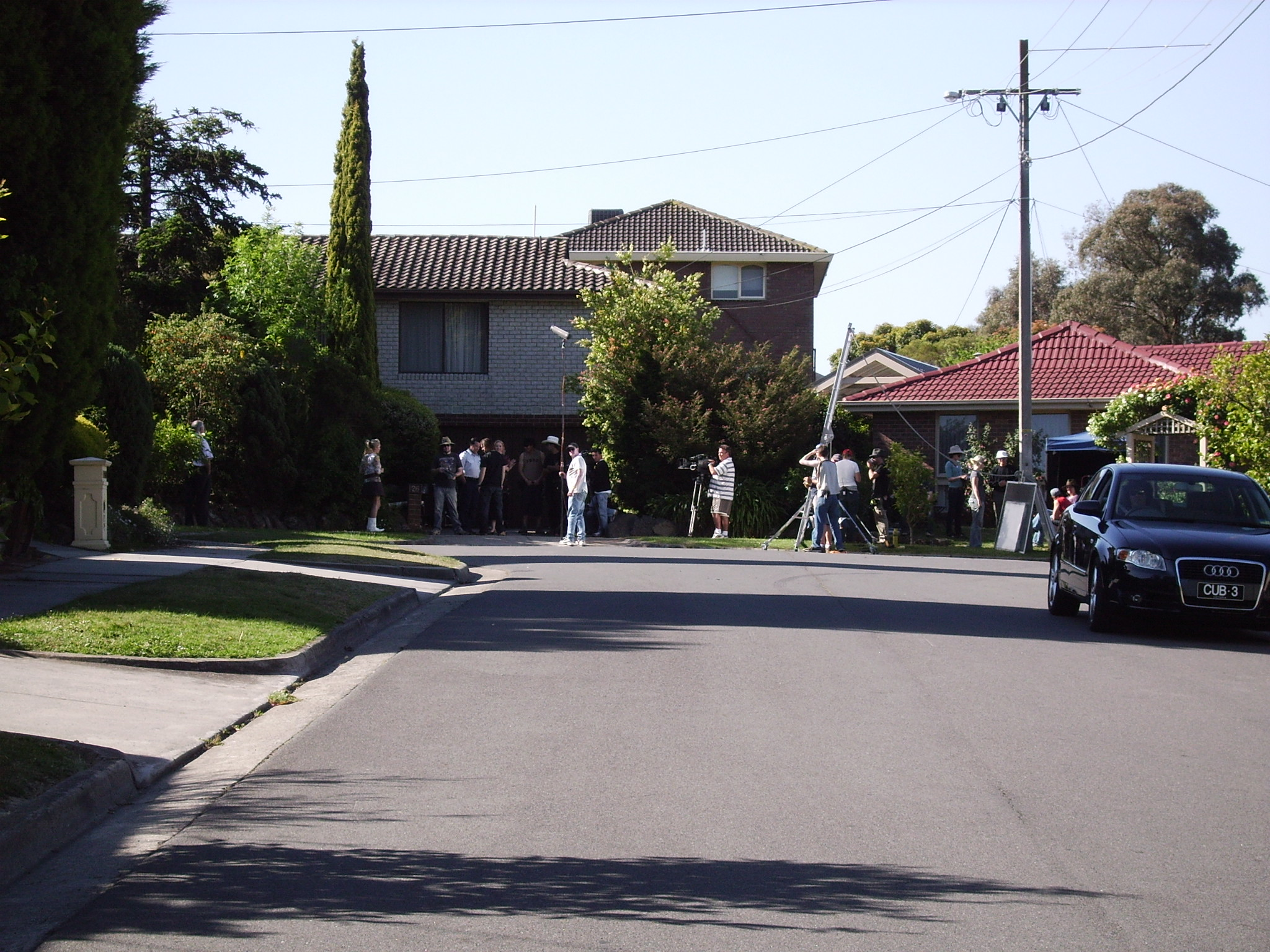
針櫟庭，《家有芳鄰》的拍攝場景。

故事發生於墨爾本一個虛構郊區內的拉姆齊街街尾，實際是位於維多利亞州南佛蒙特的針櫟庭（Pin Oak Court）。